# Edificio Vacas
El edificio Vacas es un edificio situado en el Centro Histórico de Puebla, en Puebla, México. Inició su construcción en 1948 y fue culminado en 1952, convirtiéndose en el edificio más alto de la ciudad de Puebla hasta la década de los 1980, con 42 metros de altura. Fue rescatado en 2005 por el empresario Pedro Ocejo y su remodelación, a cargo del arquitecto Sergio Gallardo, le valió el primer lugar de la categoría en la IX Bienal de Arquitectura Poblana 2008. Recibe su nombre en honor al apellido de su dueño original, el comerciante español Emilio Ramón Vacas.

## Historia
El edificio Vacas inició su construcción en 1948, siendo un referente de la ciudad en la época al convertirse en la edificación más alta hasta mediados de la década de los ochenta. Su dueño, Emilio Ramón Vacas, lo concibió para uso residencial de arrendamiento. Emilio encargo que el edificio tuviera los adelantos tecnológicos de la época, tales como un cubo de incineración, un estacionamiento subterráneo y un sistema de distribución de gas.
A inicio de la década de los 1990, conflictos internos en la familia Ramón provocaron que el edificio fuera desalojado y quedase abandonado por años. Así mismo, el inmueble había recibido daños estructurales a causa de los sismos de 1957, 1985 y 1999, por lo que algunos muros del vestíbulo y del primer piso desarrollaron fisuras a causa de materiales deficientes.
En 2005, el empresario Pedro Ocejo formó una inmobiliaria con el objetivo de rescatar el edificio, además de contribuir a la recuperación del Centro Histórico de Puebla. El proyecto fue encargado al arquitecto Sergio Gallardo y supervisado por el Instituto Nacional de Antropología e Historia.

## Arquitectura
El inmueble fue diseñado bajo el estilo art déco tardío. Por disposición del INAH, durante la remodelación del edificio en 2005, los ornamentos de la azotea (pináculos) y los elementos de yeso originales (molduras en columnas en forma de cruz, rosetones, motivos en los plafones y medios arcos en los departamentos) fueron restaurados y reforzados. También se mantuvieron los barandales de herrería de la fachada, las columnas y el alto relieve del primer nivel.